# Springfield (Maine)
Springfield es un pueblo ubicado en el condado de Penobscot en el estado estadounidense de Maine. En el Censo de 2010 tenía una población de 409 habitantes. Tiene una población estimada, en 2019, de 320 habitantes.

## Geografía
Springfield se encuentra ubicado en las coordenadas 45°23′57″N 68°10′28″O / 45.39917, -68.17444. Según la Oficina del Censo de los Estados Unidos, Springfield tiene una superficie total de 99.77 km², de la cual 99.65 km² corresponden a tierra firme y (0.12%) 0.12 km² es agua.

## Demografía
Según el censo de 2010, había 409 personas residiendo en Springfield. La densidad de población era de 4,1 hab./km². De los 409 habitantes, Springfield estaba compuesto por el 96.58% blancos, el 0% eran afroamericanos, el 0.73% eran amerindios, el 0% eran asiáticos, el 0% eran isleños del Pacífico, el 0% eran de otras razas y el 2.69% pertenecían a dos o más razas. Del total de la población el 0.98% eran hispanos o latinos de cualquier raza.